# 札幌市立八条中学校
札幌市立八条中学校（さっぽろしりつ はちじょうちゅうがっこう）は、北海道札幌市豊平区豊平8条13丁目にある市立中学校。
校章の図案は、開校当時の生徒から募集し、その中から選定したものである。
学校が建つこの地域は、かつて豊平村共同墓地（豊平墓地）・札幌共同火葬場（豊平火葬場）があった場所である。

## 沿革
- 1955年3月1日 - 仮称札幌市立豊平地区中学校開校事務取扱の発令。
- 1955年4月1日 - 札幌市立幌東中学校から分割し開校。
- 1955年6月7日 - 校章制定。
- 1956年11月1日 - 校歌制定。
- 1969年4月8日 - 特殊学級設置。
- 1974年9月5日 - 完全給食開始。
- 2004年11月12日 - 開校50周年記念行事挙行。

## 周辺
- 豊平警察署
- きたえーる
- 豊平公園
- 札幌市営地下鉄東豊線豊平公園駅
- 札幌市立みどり小学校
- ときわぎ公園

## 部活動
・常設部
- 男子バスケットボール部
- 女子バスケットボール部
- 男女バドミントン部(中体連では男女別で出場する)
- 女子バレーボール部
- 卓球部
- 野球部
- サッカー部
- 男子ソフトテニス部
- 女子ソフトテニス部
- 美術部
- 吹奏楽部

・個人部
- 水泳部
- 剣道部
- 陸上部
- 新体操部
- 柔道部

## 主な卒業生
- 荒井聰 - 政治家、元内閣府特命担当大臣
- 植松靖夫 -大学教授、辞書編纂者、翻訳家、英文学者
- 川越誠司 - プロ野球選手
- 北野貴之 - サッカー選手
- 西川貴之 - プロバスケットボール選手
- 久津知子 - 将棋棋士（女流2段）
- 堀元見 - クリエイター、作家、YouTuber